# Mathieu Coutadeur
Mathieu Coutadeur (* 20. März 1986 in Le Mans) ist ein französischer ehemaliger Fußballspieler.

## Werdegang

### Verein
Coutadeur gehörte ab 2005 zum Profikader vom Le Mans UC, aus dessen Jugend er kommt. Am 5. August 2006 absolvierte er gegen OGC Nizza sein erstes Spiel in der Ligue 1 und am 10. März 2007 schoss er gegen den AS Saint-Étienne sein erstes Tor. In der Saison 2008/09 war er stellvertretender Mannschaftskapitän vom Le Mans.
Zur Saison 2009/10 wechselte er zum AS Monaco und unterschrieb einen Vertrag bis zum 1. Juli 2013.
Da Monaco in die zweite Liga abstieg, wechselte er zu Beginn der Saison 2011/12 für zwei Millionen Euro zum Erstligisten FC Lorient und unterschrieb einen Vertrag bis zum 30. Juni 2015. Im Sommer 2015 wechselte er nach Zypern zum AEL Limassol. Nach nur einer Saison dort kehrte er zurück nach Frankreich und unterschrieb einen Zweijahresvertrag bei Stade Laval. Er beendete sein Engagement allerdings bereits nach einer Saison und spielte bis zum Saisonende 2022/23 beim AC Ajaccio. Seit der Spielzeit 2023/24 ist er wieder bei Le Mans unter Vertrag.

### Nationalmannschaft
Zwischen 2006 und 2008 absolvierte Coutadeur sieben Spiele für die französische U21-Nationalmannschaft.